# 黑克尔贝格-布鲁诺
黑克尔贝格-布鲁诺（德語：Heckelberg-Brunow）是德国勃兰登堡州的市镇，隶属于梅尔基施-奥得兰县，总面积为35.77平方千米，截至2023年12月31日年总人口为726人。